# Stadio Rajadamnern
Lo stadio di boxe Rajadamnern (in thailandese: สนามมวยราชดำเนิน) è un'arena al chiuso situata nel centrale viale Rajadamnern di Bangkok, in Thailandia.
Lo stadio possiede un titolo ed un sistema di ranking propri e vi lottano thaiboxer fino alla categoria dei pesi medi (160 lbs). Assieme allo stadio Lumpinee, il Rajadamnern è uno degli stadi più importanti della thai boxe odierna.
Gli incontri si svolgono il lunedì, il mercoledì, il giovedì e la domenica alle 18:30. Il biglietto costa fra i 500฿ ed i 1500฿.
Chuwattana Muay Thai & Boxing camp è il promotore finanziario principale dello stadio.

## Storia
Nel 1941 la Simest S.p.A. vinse l'appalto per la costruzione dello stadio, per una somma di 258,900฿. I lavori si interruppero durante la seconda guerra mondiale e ripresero nell'agosto del 1945. Lo stadio fu inaugurato il 23 dicembre 1945. I biglietti costavano fra i 70 ed i 300฿. Lo stadio iniziale era un'arena all'aria aperta, richiamando molti aspetti dell'anfiteatro romano. Nel 1951 vi fu aggiunto un tetto, molto conveniente in caso di maltempo.
Nel 1969, Rocky Marciano apparve allo stadio Rajadamnern per arbitrare l'incontro internazionale di pugilato fra Raksak Wayupuk e Saknoi Sor Kosum.

## Campioni
Tra i campioni che hanno combattuto nello stadio Rajadamnern da segnalare Veeraphol Sahaprom, campione del Raja in 3 differenti classi di peso, e campione del mondo di pugilato (pesi gallo, Bantamweight) per 6 anni della WBC. Titolo vinto nel 1998, e difeso con successo per 14 volte, fino al 2005.
- Anuwat Kaewsamrit
- Veeraphol Sahaprom
- Kozo Takeda
- Toshio Fujiwara
- Kaoklai Kaennorsing
- Apidej Sit Hrun
- Saiyok Pumpanmuang
- Malaipet

## Gioco d'azzardo
Assieme allo stadio Lumpinee, è uno dei pochi posti in Thailandia dove è permesso il gioco d'azzardo.